# Катарина Бабан
Катарина Бабан (Осијек, 20. јун 1988) хрватска је глумица.
| Год.       | Назив            | Улога         |
| ---------- | ---------------- | ------------- |
| 2011.      | Најбоље године   | Злата Лотар   |
| 2013.      | Пушке и барбике  | Кћер          |
| 2013-2014  | ‎Тајне            | Валентина     |
| 2016-2017  | Златни двори     | Ана Галовић   |
| 2019       | Друго име љубави | Тамара Рамљак |
| 2024-2025. | У добру и злу    | Петра Мајдак  |